# Шахид Гандж
Масджи́д Шахи́д Гандж или Шахи́д Гандж (урду مسجد شَهيد گنج‎) — мечеть, располагавшаяся в 1722—1935 годах в городе Лахор (ныне Пакистан), на рынке Наулакха. Изначально называлась мечетью Абдуллы Хана (урду عبد اللہ خان مسجد‎).

## История
Мечеть была заложена Абдуллой Ханом в 1653 году в период правления Шах-Джахана. Абдулла Хан был поваром принца Дара Шукох, старшего сына Шах-Джахана, который за свои заслуги был возвышен до должности начальника форта (котвал) в Лахоре. Мечеть была завершена в 1722 году Фалаком Бег Ханом. Шейх Дин Мохаммад и его потомки были назначены ее мутаваллиями (попечителями).
В XVIII веке во время правления наваба Закария Хана, могольского губернатора Пенджаба, возле мечети располагалась городская площадь, на которой наказывались преступники. Здесь был скальпирован осужденный сторонник мятежников Тару Сингх. После этого сикхи объявили его мучеником и стали называть площадь — «Шахид гандж» («Площадь мученика»).
В 1762 году армия сикхов вошла в Лахор и заняла мечеть и прилегающую площадь. Мусульманам было запрещено входить и молиться в мечети. Сикхи построили гурдвара во дворе и использовали здание мечети как жилье для своих священников.
После того как Пенджаб вошел в число колониальных земель Великобритании в 1849 году, между сикхами и мусульманами встал вопрос о принадлежности Шахид Ганж. Мусульмане продолжали протестовать против оккупации мечети сикхами. 17 апреля 1850 года житель Лахора Нур Ахмад, утверждающий, что является мутаваллием мечети, подал иск в суд. В стремлении восстановить Шахид Ганж как мечеть им было подано ещё несколько исков с 1853 по 1883 год, но суды сохраняли статус-кво.
29 июня 1935 года сикхи объявили, что они собираются снести Шахид Гандж. Несколько тысяч мусульман собрались перед мечетью, чтобы защитить её. Герберт Эмерсон, губернатор Пенджаба, пытался вести переговоры, чтобы найти взаимоприемлемое решение. Но в ночь на 7 июля 1935 года мечеть была разрушена, что привело к бунтам и беспорядкам. Новость потрясла мусульманскую общину Лахора, которая ожидала мирного решения. Британские власти ввели в городе комендантский час, чтобы предотвратить волнения, и ситуация была урегулирована. Однако 19-20 июля, после отмены комендантского часа, мусульмане провели общественное собрание в мечети Бадшахи и двинулись прямо на Шахид Ганж. Полиция вынуждена была открыть огонь по толпе, в результате чего погибло более десятка человек. 21 июля мусульмане разошлись, однако ситуация в Лахоре продолжала вызывать беспокойство до конца года.
2 мая 1940 года Верховный суд Бомбея признал здание Шахид Ганж мечетью, но постановил, так как сикхи занимали данную собственность более 170 лет, срок давности притязаний мусульманской общины истекшим.

## Архитектура
Мечеть состояла из трех куполов и пяти арок. Здание имело выступающий михраб, обращенный к Мекке, как во всех мечетях, в центре западной стены, где имам вёл молитву. У мечети был внутренний двор и сад фруктовых деревьев.